# Goraya
Goraya è una suddivisione dell'India, classificata come nagar panchayat, di 15.138 abitanti, situata nel distretto di Jalandhar, nello stato federato del Punjab. In base al numero di abitanti la città rientra nella classe IV (da 10.000 a 19.999 persone).

## Geografia fisica
La città è situata a 31° 07' 26 N e 75° 45' 56 E.

## Società

### Evoluzione demografica
Al censimento del 2001 la popolazione di Goraya assommava a 15.138 persone, delle quali 8.049 maschi e 7.089 femmine. I bambini di età inferiore o uguale ai sei anni assommavano a 1.719, dei quali 915 maschi e 804 femmine. Infine, coloro che erano in grado di saper almeno leggere e scrivere erano 11.188, dei quali 6.219 maschi e 4.969 femmine.